# Sorbus algoviensis
Sorbus algoviensis är en rosväxtart som beskrevs av N. Mey.. Sorbus algoviensis ingår i släktet oxlar, och familjen rosväxter. Inga underarter finns listade i Catalogue of Life.